# Leucauge branicki
Leucauge branicki este o specie de păianjeni din genul Leucauge, familia Tetragnathidae. A fost descrisă pentru prima dată de Taczanowski, 1874.
Este endemică în Guyana. Conform Catalogue of Life specia Leucauge branicki nu are subspecii cunoscute.